# Thure Barsøe-Carnfeldt
Thure Barsøe-Carnfeldt (født 4. februar 1941 i København) er en dansk iværksætter, forfatter og erhvervsmand. Han er tidligere medlem af Folketinget for Fremskridtspartiet. Han var administrerende direktør (Præsident) for Hope Gruppen i DK og USA fra 1967 til 1991.

## Karriere
Han er uddannet hos AEG-Telefunken 1959, på teknikum 1962 og hos HBS 1969 og 1974.
Som forretningsmand stiftede han selskaberne Hope Computer Corporation A/S, Hope Industries Aps, Metafix Aps, Care Matrix Aps, Jensen Electric Aps, Hope Radio Corporation Aps, Carnfeldt of Denmark Aps, Carnfeldt America Inc., Danex A/S, Rubow & Co. I/S, Roxytron A/S. Har også ejet Hotel Hadsund og Hotel Vigen i Ebeltoft. I 1974 blev Hope Computer i Jyllands-Postens "Danmarks 1000 største virksomheder" registreret som Danmarks mest profitable virksomhed i 1973.[kilde mangler]
Han havde 4. januar 1973 en større konflikt med DASF og LO vedrørende en eksklusivaftale om, at Hope kun måtte beskæftige ansatte inden for forbund under LO. Det sluttede med, at medarbejderne og besøgende fra seks lande blev spærret inde på fabrikken Hope Computer Corp. A/S i Hadsund. (første lock-in i Danmark). Efterfølgende kørte der en retssag hvor de tiltalte, som spærrede folkene inde på fabrikken, blev frikendt på grund af manglende beviser. 33 år efter på datoen for indespærringen meddelte EU, at eksklusivkontrakter var ulovlige og hele tiden havde været det.[kilde mangler]
Efter at have forladt dansk politik lod han 1984 sit firma Hope notere på Fondsbørsen og begyndte udviklingen af en computer-to-plate-maskine. I begyndelsen af 1980'erne stod Barsøe-Carnfeldt i spidsen for udviklingen af elbilen "Hope Whisper", som havarerede ved en berømt præsentation i Forum i København i 1983. Efterfølgende udvikledes Whisper 2 i samarbejde med Berlins Universitet, men produktion blev ikke startet, da det viste sig, at der kun kunne skaffes 90 mio. kr. mod de 150 mio., som var nødvendige.
Barsøe-Carnfeldt/Hope Computer modtog i 1989 ID Prisen. Whisper projekter kostede Thure det meste af hans formue. Da han overførte kr 3 millioner kr. fra selskabet Hope til Whisper, blev han idømt fængselsstraf på 3,5 år.

### Politisk karriere
Hans politiske karriere begyndte i 1978, da han blev valgt i Hadsund Byråd. Ved folketingsvalget i 1981 kom han i Folketinget for Fremskridtspartiet. 
Han brød dog allerede i 1982 med partilederen Mogens Glistrup og med partiet. Han havde herefter mandatet til at sikre Poul Schlüters mindretalsregering sin overlevelse. I 1984 forlod han imidlertid dansk politik.

## Dommen
I 1982 fik han ophævet sin parlamentariske immunitet, fordi han skulle titales for at have kørt for stærkt og overtrådt færdselsloven. I 1988 blev Barsøe-Carnfeldt endvidere idømt tre og et halvt års ubetinget fængsel for økonomisk kriminalitet i forbindelse med overførsel af penge fra Hope til Whisper selskabet. Baggrunden for dommen var 2,8 mio. kr., hvoraf de 800.000 var en bøde for handlingen. Han indløste sin kapitalpension og betalte enhver sit.  Dommen lød på bedrageri og mandatsvig. Ved den lejlighed meldte han sig ind i partiet De Grønne.
Han afsonede en dom for overførsel af kapital fra et selskab til et andet nødlidende selkskab i Statsfængslet Kragskovhede, hvor han blev talsmand for de indsatte, skaffede Arbejdstilsynet adgang og sluttede sit ophold med at få fængslet idømt en bøde for overtrædelse af asbestregulativet. Han udtalte efterfølgende, at fængselsopholdet på 2 år, forlængede hans liv med fem til 10 år. "To år uden rejser, møder, god mad og spiritus er ren ferie for helbredet", sagde han.

## Tillidshverv
Han var generalsekretær for White Cross International 1996-2002, hvor WCI renoverede og byggede man 28 hospitaler i Georgien og Sudan under ledelse af fru Præsident Ragnhild Margrete Petersen. Han var præsident for Dansk-Spansk Selskab 1980-1986, formand for Seniorsagen 1995-2002 og formand for repræsentantskabet i Landsforeningen Aktive Ældre fra 2003-2015.

## Forfatterskab
I 1986 udgav han på forlaget Danex bogen "Metode for bedring". I 2015 udgav han gennem forlaget Kahrius selvbiografiske bøger om sit liv med titlen "Hope Krøniken 1+2" (ISBN 978-87-7153-083-4) samt "Hope Krøniken 3" og 4. Efterfølgende samlede han alle fire krøniker under vingerne hos Forlaget Victoria.
Samme år udgav han også gennem forlaget Kahrius science fiction-romanen "2055", som handler om muslimernes demokratiske overtagelse af den politiske ledelse af Danmark i år 2055.
Siden har han gennem sit forlag udgivet et antal romaner."Omvej til verden"," Kvinden i skyen", "Flugten fra Kimbrerland", "Seks Syvere og en Svane",  "Abekongens hævn". I 2016 udgav han "Hope Krøniken 4" som e-bog. Den beskriver hårdtslående og ærligt hans egne løsninger og ledelsesfilosofier. Samme år udgav han"Der gror et træ på Nørrebro", om fyrrene og halvtredsernes familiedrama om hverdagen på Nørrebro i København. I 2017 udgav han romanen "De Ubesværede" om en søster og en retarderet bror som bor i en kommunal skovhytte. Hvor broderens gentagne hidsighed bringer dem i ulykke. Samme år udsendtes e-bogen "Poesi, lyrik, prosa og Filosofi" hans opsamlede digte mv. gennem et langt liv.I 2017 udsendte han romanen "Klodens salt"

## I populærkultur
Barsøe-Carnfeldt bliver omtalt flere gange i komikerduoen Monrad & Rislunds sketch 1-2-3 Klar Klar Gæt, hvor en af deltagerne i quizparodien har økonomisk kriminalitet som sit ekspertemne. 
2017 laver duoen Casper Christensen og Frank Hvam en humoristisk spillefilm i samarbejde med Nordisk Film "Dan Dream"  som handler om TBCs store indsats for at udvikle verdens første 4 personers moderne elbil. Som fik navnet Whisper. Et påkørsels uheld i Forum, hvor bl.a. statsminister Poul Schlüter præsenterede bilen for 1200 personer fra hele verden, medførte, at TBC besluttede, at han i samarbejde ned universitetet i Berlin, udviklede en helt ny Whisper 2, med anderledes udseende. Produktionen skulle startes i byen Als i Hadsund. På grund at uheldet i Forum kunne man ikke skaffe den nødvendige kapital. TBC Standsede selskabet og banken returnerede alle 90 mio. til investorerne. På det tidspunk havde elbil eventyret kostet 29 mio.kr hvoraf Henry Hope og TBC, 50/50 havde investeret de 16 mio. TBC havde gennem det seneste år overført næsten kr. 3 mio. fra Hope selskabet til Whisper selskabet. Herfor blev TBC idømt 3,5 års fængsel, men afsonede kun de 2 år i det åbne fængsel på Kragskovhede. Rettighederne til Whisper projektet blev solgt til en bilfabrik i Göteborg og endte i LA hvor bilen blev døbt La301. Gennem de to år hvor TBC ufrivilligt var fraværende fra Hope selskabet.  Fik den nye ledelse kørt det ellers veldrevne selskab helt i bund. Resterne blev solgt et par gange hvorefter selskabet lukkede.